# نوک‌آباد (چشمه زیارت، دو)
نوک‌آباد یا سرآباد روستایی در دهستان چشمه زیارت بخش مرکزی شهرستان زاهدان استان سیستان و بلوچستان ایران است.

## جمعیت
بر پایه سرشماری عمومی نفوس و مسکن در سال ۱۳۹۵ جمعیت این مکان ۱۳۲ نفر (۳۵خانوار) بوده‌است.